# Igor Poljanskij (simmare)
Igor Nikolajevitj Poljanskij (ryska: Игорь Николаевич Полянский), född 20 mars 1967 i Novosibirsk, är en sovjetisk före detta simmare.
Poljanskij blev olympisk guldmedaljör på 200 meter ryggsim vid sommarspelen 1988 i Seoul.